# Adrenalin (Album)
Adrenalin ist das vierte Studioalbum der deutschen Band Ost+Front.

## Geschichte
Am 22. Dezember 2017 erschien mit Arm & Reich die erste Singleauskopplung des angekündigten Albums Adrenalin. Am 19. Januar 2018 wurde die zweite Single Adrenalin als MP3 veröffentlicht. Am 2. Februar 2018 erschien die dritte und bislang letzte Single Heavy Metal als Video und MP3.
Am 16. Februar 2018 erschien das Album Adrenalin auf dem Label Out of Line und wurde wie die Vorgängeralben von Rough Trade Distribution vertrieben.
2017 erschien das Musikvideo zu Arm & Reich, 2018 zu Heavy Metal, beides unter der Regie von Henning Schulz und Christian Buenos Diaz. Für das Musikvideo zu 10 Jahre Ost+Front bat die Band darum, das Fans Videos von sich schicken, wie sie zu dem Lied singen. Aus diesen Aufnahmen wurde das endgültige Musikvideo zusammengeschnitten. Lyrikvideos erschienen außerdem zu Hans guck in die Luft (2018) und Puppenjunge (2019) produziert von Neill Freiwald.

## Allgemeines

### Versionen
Das vierte Studioalbum Adrenalin erschien als CD, Doppel-CD mit vier zusätzlichen Liedern, als LP, als MP3-Download und in einem limitierten Box-Set, das zusätzlich eine CD mit dem Audiomitschnitt eines Live-Konzert in Moskau, einer Flagge, Aufkleber und ein handsigniertes Ursprungszeugnis enthält.

### Illustration
Im Gegensatz zu den vorherigen Alben, fehlt auf dem Cover ein Bild von der Band. Unter dem Schriftzug der Band Ost+Front befindet sich ein gekrönter menschlicher Totenschädel vor dem Ost+Front-Logo. Unterhalb des Schädels befindet sich der Schriftzug des Albumtitels.

## Titelliste
| #  | Titel                       | Länge |
| -- | --------------------------- | ----- |
| 1  | Adrenalin                   | 4:09  |
| 2  | Heavy Metal                 | 4:34  |
| 3  | Disco Bukkake               | 3:48  |
| 4  | U.S.A.                      | 4:03  |
| 5  | Puppenjunge                 | 3:30  |
| 6  | Blattzeit                   | 3:28  |
| 7  | Arm & Reich                 | 3:30  |
| 8  | Böses Mädchen               | 3:25  |
| 9  | 10 Jahre Ost+Front          | 3:44  |
| 10 | Edelweiss                   | 3:06  |
| 11 | Hans guck in die Luft       | 3:34  |
| 12 | Du gehst mir unter die Haut | 3:20  |
| 13 | Alte Liebe                  | 3:43  |

| # | Titel          | Länge |
| - | -------------- | ----- |
| 1 | Ich will Alles | 3:38  |
| 2 | Bluthund       | 3:00  |
| 3 | Rosenkavalier  | 3:59  |
| 4 | Willenskraft   | 3:29  |

## Charterfolge
Das vierte Studioalbum Adrenalin ist das bisher erfolgreichste der Band und das erste, das mit Rang 9 eine Top-Ten-Platzierung in Deutschland erreichte. Es konnte sich zwei Wochen in den Top 100 der deutschen Albumcharts halten.

## Rezensionen
Von der Fachpresse wurde das Album weniger gut aufgenommen. Dominierend sind wieder die Rammstein-Kopie vorwürfe und diverse Vergleiche mit der Band. Auch wurde der Band musikalisch ein Rückschritt vorgeworfen, außerdem wurde das volle Potential der Band nicht ausgeschöpft.

„Musikalisch liefern OST+FRONT auch auf dieser Platte wieder reichlich schöne Ansätze, die jedoch aufgrund der gewählten textlichen Umsetzung kaum zur Geltung kommen. [...] Nach dem Hören von „Adrenalin“ konnte ich mich kaum entscheiden, welches Wort am ehesten meinen Gefühlszustand beschreibt: genervt, gelangweilt oder frustriert aufgrund der Rückschrittigkeit einer sonst innovativen Band?“

„Fazit: Natürlich drängt sich mir beim Hören dieses Albums immer ein anderer Bandname ins Hirn, aber da werde ich bestimmt nicht die einzige sein. Und es gibt sicherlich auch Schlimmeres, als mit Rammstein verglichen zu werden, vor allem, wenn man objektiv gesehen in diesem Vergleich locker bestehen kann. NDH-Fans dürfen jedenfalls unbesorgt zugreifen, auch wenn sie, so wie ich vor ihrem Auftritt beim Castle Rock, Ost + Front tatsächlich noch nicht kennen sollten.“

„Irgendwie spricht es ungewollt große Bände, wenn man liest, dass OST+FRONT desöfteren als beste RAMMSTEIN-Kopie gehandelt werden. Ob die letztgenannten Herren überhaupt wissen, was für eine Subkultur sie zu verantworten haben? Vielleicht. Das spielt im Endeffekt aber auch keine besonders große Rolle, denn so oder so ist "Adrenalin" musikalisch allenfalls eine pubertäre Imitation, deren unfreiwillig komischer, unbeholfener Sprachgebrauch fernab jeglicher Selbstironie zumindest hin und wieder dort für einen (tendenziell ungewollten) Schmunzler sorgt, wo die Instrumentals einfach zu halbgar, austauschbar und meist sogar ramschig-trashig daherkommen. Das reicht dann aber höchstens für einen Hördurchgang und danach ist die Messe auch schon wieder vollständig gelesen. Daran ändern auch das konstruiert-provokante Erscheinungsbild sowie die Hochglanzproduktion aus dem Hause Bogren, die eher als fehlende künstlerische Qualität kaschieren sollende Ablenkungsmanöver denn als echte Stilmittel zu werten sind, nullkommagarnichts.“